# Баден (гау)
Гау Баден (нем. Gau Baden), переименованная в Гау Баден-Эльсас (нем. Gau Baden-Elsaß) в 1941 году, — де-факто административно-территориальная единица нацистской Германии, существовавшая с 1933 по 1945 год на территориях немецкой земли Баден и с 1940 года Эльзаса (нем. Elsaß). До этого, с 1926 по 1933 год, представляла собой региональное отделение НСДАП в данном регионе.

## История
Нацистская система гау была первоначально создана на партийной конференции НСДАП 22 мая 1926 года с целью улучшения управления партийной структурой на территории Германии. После прихода в 1933 году национал-социалистов к власти на место немецких земель пришли гау. В 1940 году, после того как Германия оккупировала французский регион Эльзас, Гау Баден включил два эльзасских департамента Нижний Рейн и Верхний Рейн, став Гау Баден-Эльзас. Местом расположения администрации гау изначально был Карлсруэ, но она переехал в Страсбург после немецкой оккупации Франции.
Во главе их встали гауляйтеры, полномочия которых значительно возросли, особенно после начала Второй мировой войны; вмешательство со стороны руководства страны практически отсутствовало. Помимо властных полномочий, гауляйтеру также принадлежали партийные, в том числе он занимался пропагандистской деятельностью и слежкой за неблагонадежными лицами, с сентября 1944 года организовывал фольксштурм и оборону гау.
Пост гауляйтера в Гау Баден занимал Роберт Вагнер на протяжении всего времени существования гау. Вагнер был казнен 14 августа 1946 года в Страсбурге за свои преступления во время оккупации Эльзаса. Его заместителями были Карл Ленц (1926–1931), Вальтер Келер (1931–1933) и Герман Рон (1934–1945).
Концентрационный лагерь Нацвейлер-Штрутгоф находился на территории гау, в Эльзасе.